# فرودگاه پیکتون
فرودگاه پیکتون (به انگلیسی: Picton Airport) یک فرودگاه خصوصی است که یک باند فرود آسفالت دارد و طول باند آن ۷۸۶ متر است. این فرودگاه در کشور کانادا قرار دارد و در ارتفاع ۱۴۲ متری از سطح دریا واقع شده است.